# Zbrodnia w Szczucinie
Zbrodnia w Szczucinie – zbrodnia wojenna popełniona przez żołnierzy niemieckiego Wehrmachtu podczas kampanii wrześniowej 1939 roku. 12 września 1939 w gmachu szkoły powszechnej w Szczucinie Niemcy spalili żywcem bądź zastrzelili co najmniej 40 polskich jeńców wojennych oraz około 30 cywilnych uchodźców. Nieco później zamordowano tam jeszcze 25 Żydów, sprowadzonych celem pogrzebania zwłok ofiar wcześniejszej masakry.

## Pretekst
W gmachu siedmioklasowej szkoły powszechnej w Szczucinie (powiat dąbrowski) Niemcy urządzili punkt zborny dla polskich jeńców wojennych (zarówno zdrowych, jak i lekko rannych). Umieszczano tam również uchodźców cywilnych, których zatrzymywano, gdy wracali do swych domów znajdujących się na terenach zajętych już przez Wehrmacht. 12 września w szkole doszło do tragicznego w skutkach incydentu. Porucznik Bronisław Romaniec korzystając z nieuwagi Niemców schwycił leżący na stole pistolet, po czym zastrzelił sierżanta nazwiskiem Golla, który prowadził właśnie jego przesłuchanie. Polski oficer popełnił następnie samobójstwo.
Desperacki czyn porucznika posłużył Niemcom jako pretekst do wymordowania przetrzymywanych w gmachu Polaków. Przygotowania do masakry opisał po wojnie niemiecki weteran, którego jednostka (lotnicza składnica meldunkowa) stacjonowała w tych dniach w Szczucinie. Wspominał on, że do kwatery jego oddziału zgłosił się wieczorem podoficer nazwiskiem Kern (pochodzący z Bawarii), który oznajmił żołnierzom, iż szuka ochotników do stłumienia buntu polskich jeńców. Ochotnikom obiecano Krzyż Żelazny.

## Masakra jeńców

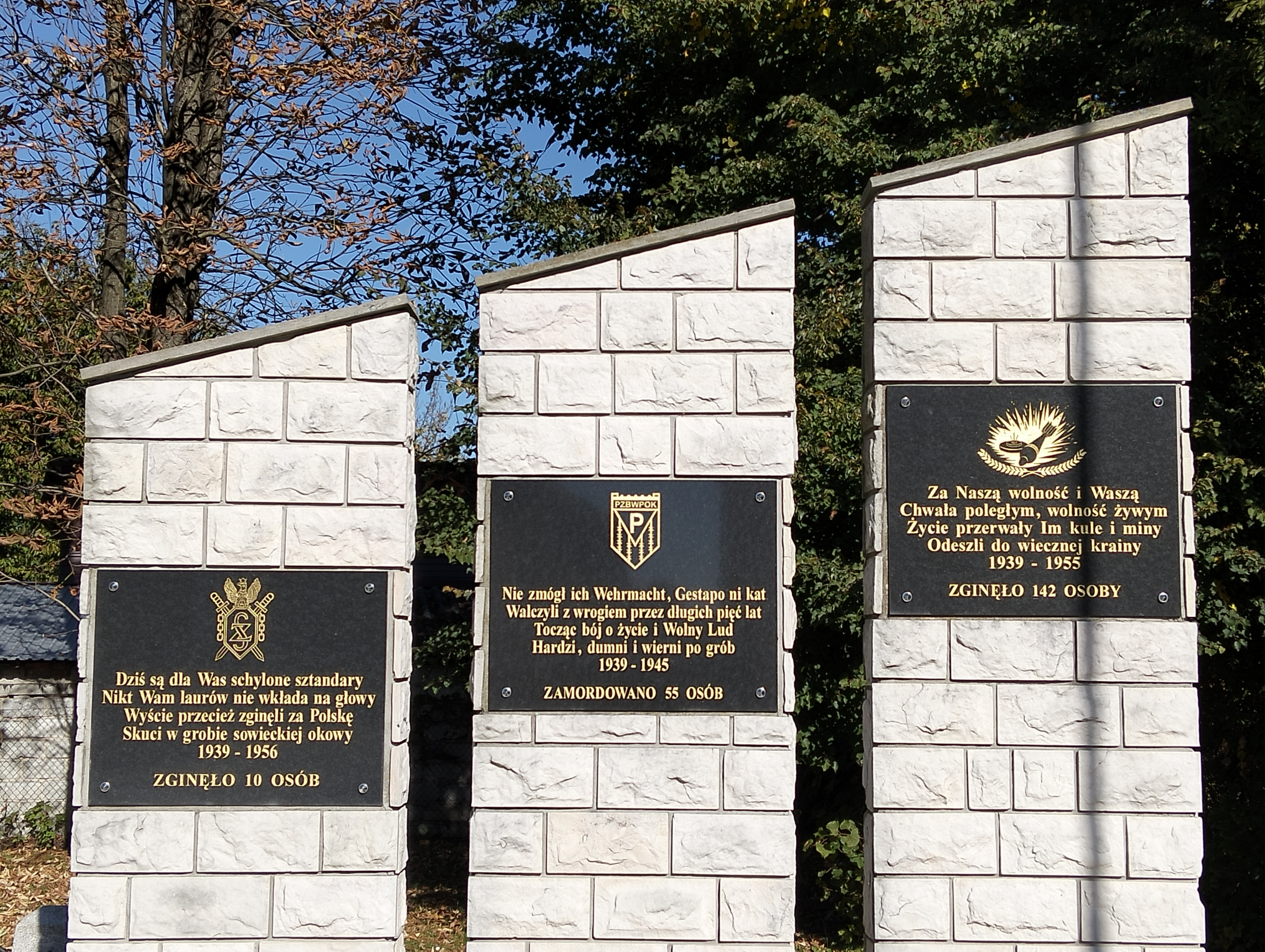
Fragment pomnika (prawy)

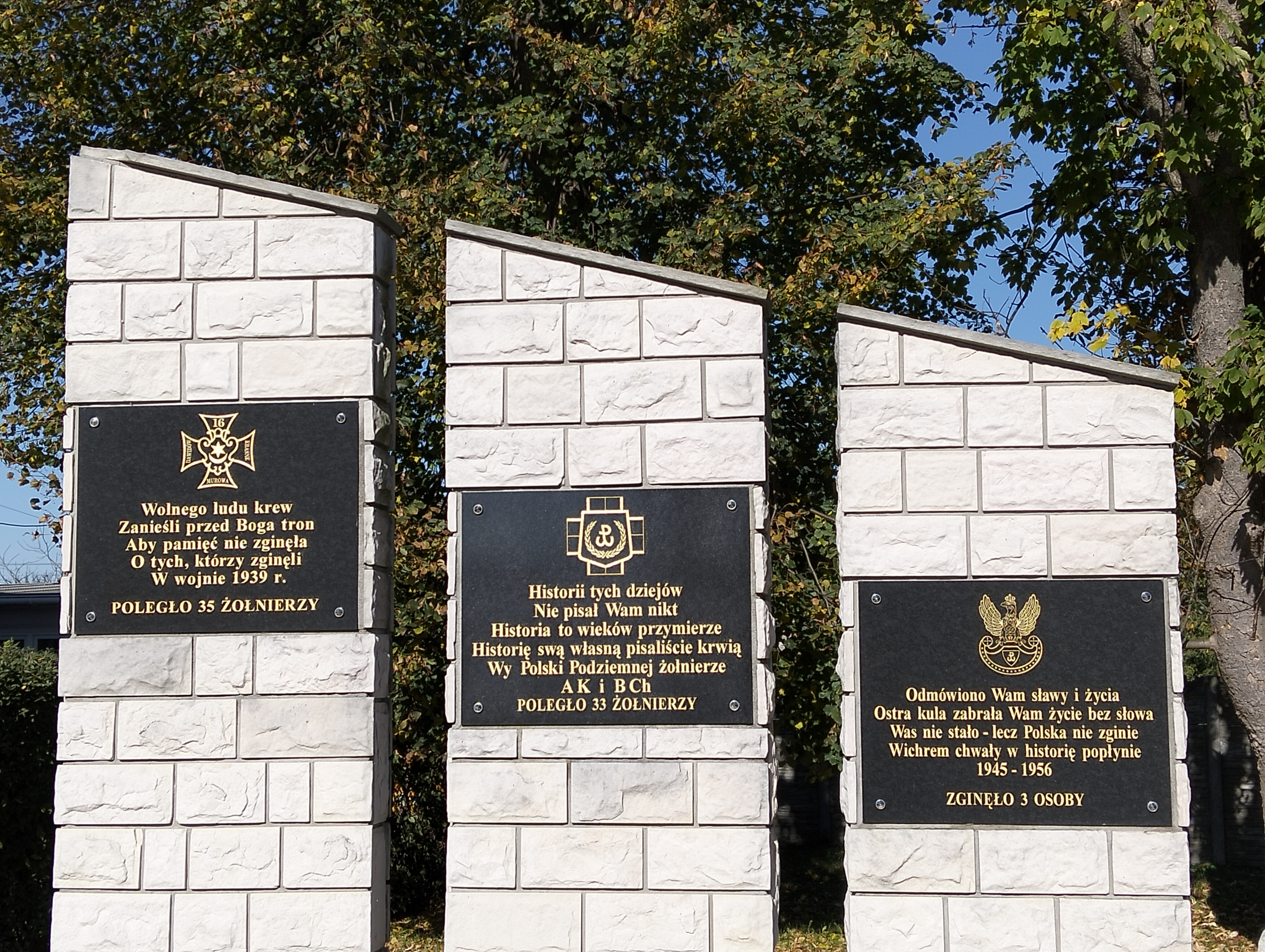
Fragment pomnika (lewy)

Jeszcze tego samego dnia niemieccy żołnierze otoczyli szkołę, po czym przez otwarte okna zaczęli strzelać i ciskać granaty. Po chwili gmach stanął w płomieniach. Niektórzy Polacy chcąc uniknąć spłonięcia żywcem próbowali uciekać przez okna lub dach, lecz zostali wystrzelani. W płomieniach lub od kul zginęło około 40 jeńców wojennych oraz blisko 30 cywilnych uchodźców. Nikomu nie udało się ujść z życiem. Niewyjaśniony pozostał natomiast los grupy ok. 20−25 ciężko rannych jeńców, których przetrzymywano w sąsiednim domu parafialnym. Niewykluczone, że również i oni zostali zamordowani tego dnia.
Po pewnym czasie Niemcy sprowadzili na miejsce masakry grupę Żydów ze Szczucina, których zmusili do wykopania dwóch rowów, a następnie do pogrzebania w jednym z nich ciał pomordowanych Polaków. Po ukończeniu pracy Żydzi zostali skatowani, a następnie rozstrzelani i wrzuceni do drugiego grobu. W mordzie ponownie wziął udział wspomniany Kern. Grupa zamordowanych Żydów liczyła 25 osób.
Zbrodni w Szczucinie dokonali żołnierze niemieckiej 8 Dywizji Piechoty z VIII Korpusu Armijnego, wchodzącego w skład 14 Armii dowodzonej przez gen. Wilhelma Lista. Do sztabu dywizji trafił następnego dnia telegram z meldunkiem: „wszyscy jeńcy, w tym porucznik, zastrzeleni. Obóz jeniecki podpalony”.

## Epilog
25 stycznia 1940 za zgodą okupacyjnych władz niemieckich dokonano ekshumacji ciał ofiar zbrodni. Szczątki pomordowanych zostały następnie pochowane na cmentarzach katolickim i żydowskim. Udało się zidentyfikować jedynie trzy ofiary zbrodni.